# Grantray-Lawrence Animation
Grantray-Lawrence Animation est un studio d'animation canadien qui a été créé par Grant Simmons, Ray Patterson et Robert Lawrence. Le studio a été en activité de 1954 à 1967.
Grantray-Lawrence Animation a produit de nombreuses séries à petit budget parmi lesquelles Max the 2000-Year-Old Mouse, The Marvel Super-Heroes et le premier dessin animé de L'Araignée (Spider-Man).

## Filmographie
- 1957 : The Hope that Jack built ;
- 1958 : Planet Patrol ;
- 1966 : The Marvel Super-Heroes, en co-production avec Marvel Comics et Krantz Films (en) ;
- 1966-1968 : Robin Fusée, en co-production avec Trillium Productions et Krantz Films ;
- 1967-1968 : L'Araignée, en co-production avec Marvel Comics et Krantz Films ;
- 1967 : Max, the 2000-Year-Old Mouse (en), en co-production avec Al Guest Studios et Krantz Films.